# 射精
射精（しゃせい、英: Ejaculation）は、オス（男性）の生殖器（陰茎）から体外へ精液を出すことである。魚類や両生類などの水生動物の射精については「放精（ほうせい）」と呼ぶこともある。

## ヒトの射精
主に性的刺激、または陰茎に対する物理刺激に対する反射として性的快感であるオーガズムを伴い、尿道から精液が放出される。射精が起きる瞬間の陰茎は、通常は勃起している状態である。
概ね11〜16歳くらいの第二次性徴期という段階で射精が可能になり、初めての射精を「精通」と呼ぶ。性行為の際に予想より早期に射精してしまうことを「早漏」、反対に中々射精しないことを「遅漏」という。ちなみに、概ね10歳未満でオナニーを行うとオーガズムを感じる事まではできるが、精液は出てこないため、射精は不可能である。
睡眠中に射精することもあり、その現象を「夢精」と呼ぶ。前立腺への直接の刺激によって起こったり、稀ではあるが前立腺の疾患が原因で引き起こされることもある。
通常はペニスの刺激が射精につながるものの、勃起中のペニス以外の部位での刺激も前駆体である性的興奮におよび射精につながる。自慰行為中の陰茎の性的刺激または膣や肛門、口腔または非挿入時の性的活動は、男性がオーガズムと射精をするために必要な刺激となるが、膣内射精潜伏時間に関しては通常、性交開始後の約5〜7分でオーガズムに達し、彼らの欲求とパートナーの欲求を考慮し、10分が一般的な膣内射精潜伏時間であるとされる。前戯（性交中に陰茎を膣に挿入する前のキスやふれあい、性感帯の直接刺激）またはマスターベーション中のいずれかによる長時間の刺激は、十分な量の覚醒および射精前液の産生をもたらす。射精前液中の精子の存在はまれであると考えられているが、尿道内に以前の射精から存在する精子は、射精前液によって拾われる可能性がある。さらに、感染性物質（HIVを含む）が射精前液に存在することがよくある。
早漏は、希望の時間よりも前に射精が行われることである。反対に長時間の性的刺激を与えたにもかかわらず、男性が適時に射精することができない場合、それは遅漏または無オーガズム症と呼ばれている。射精を伴わないオーガズムは、ドライオーガズムとして知られている。
精液は生産されるものの、先天性の異常によって射精反射機能の不全をもつ者も稀におり、出生時に超低体重児であったり、仮死状態で生まれた者にその割合が高い傾向がある。思春期以降では治療困難であり、幼少期でテストステロンのレベルが一時的に高まる5歳頃までに治療を行うことで射精能力を獲得することが可能であるとの研究結果もある。

## メカニズム
精子は精巣内にある多数の精細管で作られる。精子の頭部の大きさは、人体では最も小さな細胞で0.005mm程度しかない。性的な興奮が高まると、陰茎内の陰茎海綿体と尿道海綿体の内部の動脈が弛緩し、海綿体に多量の血液が流入することで膨張、そして海綿体を外側から包んでいる白膜が、血圧を受けて硬化する。この状態が勃起である。勃起時には、精巣で作られた精子は蠕動運動により精管を通って前立腺まで運ばれ、精嚢からの分泌液と混合し精液となる。同時に精液の膀胱への逆流防止のため、膀胱の出口の内尿道括約筋が収縮し、膀胱につながる尿道は閉鎖される。さらに外尿道括約筋が収縮し前立腺内の尿道内圧が高まり、外尿道括約筋だけが弛緩すると圧力で精液が押し出され、外尿道口から射精される。

### 過程
射精の過程は大きく分けて2つの段階からなり、精液が尿道前立腺部に集められる過程（エミッション:emission）と、精液が尿道を経由して外尿道口から放出される過程（イジャキュレーション:ejaculation）とに分けられる。通常「射精」と呼んでいるものは後者を指す。なお、前者は「射出」と呼ばれる。
1. 前段階
性的興奮が高まると、勃起しつつ尿道球腺液が分泌され、あらかじめ酸性に傾いている男性尿道内を中和する（興奮の安定期が持続した場合にも分泌される）。精巣（睾丸）が少しずつ陰茎の根本の方にせり上がる。そして陰嚢が小さく引き締まり、精巣は陰茎側に大きく寄る。一部ではこの状態になると精液の放出まで勃起が治まらないという説があるが、これは間違いである（この時点で行為を中断するなどして性的興奮が収まると生殖器周辺の充血が緩和し勃起が治る）。
2. 移動の段階
さらに性的な興奮が高まると、精巣上体（副睾丸）尾部に蓄えられていた精子は少量の分泌液とともに精管の蠕動運動によって精管末端部にある精管膨大部まで順次運ばれ、精子はここで射精の瞬間まで待機する。性的な興奮が頂点に達する（オーガズム）と、脊髄内にある射精中枢が反応し射精反射が発生する。脳が関与できない反射のため、この段階に入ると男性自身の意思の力で射精を抑えるのは困難である。
膀胱括約筋が固く収縮するとともに前立腺液が「尿道前立腺部」に排出され、精管膨大部に蓄えられていた精子も射精管を通って尿道前立腺部に押し出される。この過程がエミッション（射出）である。このとき膀胱の出口は固く閉じられているので、精液が膀胱に逆流することはない。一方、尿道括約筋も固く収縮しているので精液は行き場を失い、前立腺内で内圧が非常に高まる。これがいわゆる射精直前の感覚である。性交中及び自慰中にこの状態になると、快感が急に強くなってくる。この時、精液を出そうとする直前のムズムズ、またはゾクゾクしたような射精管の感覚の快感を感じ始める。この快感は射精直前に近づくにつれて強く気持ちよく感じ、また男性特有の感覚である。
3. 放出の段階
第二段階（イジャキュレーション）は尿道括約筋が弛緩することから始まり、前立腺内に充満した精液の内圧によって一気に押し出され、尿道の球海綿体筋などの働きによって陰茎先端の外尿道口から勢いよく放出される。同時に精嚢の平滑筋も収縮を繰り返し、精液の約7割を占める精嚢液が少し遅れて律動的に放出される。そのとき肛門括約筋もまた、収縮を繰り返す。この時、男性はオーガズムに達する。
射精の律動は、1秒内外の間隔で数回にわたって連続して発生する。回数が進むに連れて次第に間隔が開いて射精の勢いも減少し、急速に勃起が解けていく。

### 回数
ひとたび射精すると、性欲が急激に減退し、性的刺激に対しても鈍感になるなどして、次回の勃起および射精までの時間は、間隔を置かなくてはならない。また、パートナーからの性的誘いに対して嫌悪感を抱く場合もある。これは脳下垂体前葉ホルモンであるプロラクチンの作用によるもので、医学用語では「無反応期」と呼び、世間では「賢者タイム」と呼ぶことが多い。
射精の繰り返し能力には幅があり、通常は1 - 2時間に1回位とされるが、2回以上、希有な例では3 - 4回に達することもあり、米国の性科学者アルフレッド・キンゼイの記録によれば、1度のセックスで射精回数が6 - 8回に及んだものもあった。

### 精液の量
精液の液量は平均3.5ミリリットル、ティースプーン程度だが個人差も大きく、約0.2 - 6.6ミリリットルと幅がある。数滴しか出ない場合や逆にこれを超える例もあり、長期間射精しなかった場合13ミリリットルに達することもある。射精後、精嚢に精液が満たされるのに2 - 3日間かかるため、前回との射精間隔が2 - 3日未満だとその液量は少なくなる。
個人差はあるが、4日以上経つと精液は夢精として自然排出されるか、体内でタンパク質として吸収される。3日目まで蓄積された精子は、精液の量に反して活性が低い。精子の生存期間は温度など条件により約1 - 21日間である。
射精の勢い
精液の出る勢いについては、立って真横に射精した場合、数十センチから1メートル近くにも及ぶ。通常は17.5 - 25センチメートル、長期の禁欲後では90センチメートル以上に達することもある。ただし、前回の射精からの間隔が短い場合には、陰茎から沁み出すようにして射精する例もある。
ピークを迎える年齢
造精能力がピークを迎えるのは15歳 - 16歳頃、性欲の強さに影響するとされるテストステロンのレベルがピークを迎えるのは19歳頃であり、この時期には射精量も特に多い。
また、運動部などに所属している人は他の年代と比較して一日の運動量も多い傾向にあるので、尿道括約筋も強くなる。そのため、エミッションの段階でより多くの精液を溜めることで圧力も高くなり、射精の勢いも良くなる。
産生能力は20歳を超える頃から徐々に低下していき、35歳や40歳を超える頃から急激に低下する。

### 射精により排出される精子数
射精一度あたりの射精液が含む精子数もまた個人差が大きいが、通常1億 - 4億程である。また、1日に作られる精子の数は5000万 - 1億程である。この数に影響を与える因子は数多くあり、最後の射精からどのくらいの時間が経過したか、睾丸の置かれた温度環境、射精までに要した性的興奮の時間、年齢、テストステロンのレベル、個人差、精液の量などに依存する。無精子症や乏精子症などの疾患では精液中に精子が全く見られなかったり少ないために不妊症（男性不妊という）の原因となる。

## 健康
ハーバード大学の射精研究によると、生涯にわたって月に4 〜 7回の射精を報告した男性と比較して、月に21回以上射精した男性は、前立腺がんのリスクが31％低くなった。2,338人の男性を対象としたオーストラリアの研究では、週に平均4.6〜7回の射精を行った男性は、平均して週に2.3回未満の射精を行った男性よりも、70歳より前に前立腺がんと診断される可能性が36％低くなった。週に3回以上射精を報告した男性は、射精の頻度が少ない男性よりも死亡率が50％低かった。

## 他の生物の射精
哺乳類や鳥類においては、複数回の射精が一般的である。
種牡馬では、射精時にtail flaggingと呼ばれる特殊な尾の動きをすることが知られている。また、オスのオオカミの場合では、射精時に繁殖行為の腰を突き出す動きがわずかに長くなるという観察結果がある。
2012年、日本の御蔵島付近で野生のミナミハンドウイルカが自発的な射精を行う報告と映像が記録された。これは水生哺乳動物における自発的な射精としては、学術雑誌に投稿された世界初の記録である。
ミニチュア豚の射精時間は平均5分52秒であり、一般豚よりも1 - 2分短い。興味深い例では、ハリモグラのペニスは先端が複数に分かれており、そのうちの半分は交尾中に閉じられていて、射精の度に交互に使用されている。